# Greg Daniels
Greg Daniels (West Hollywood, 1963. június 13. –) ötszörös Primetime Emmy-díjas amerikai forgatókönyvíró, producer és rendező.

## Pályafutása
Leginkább Ricky Gervais brit humorista A hivatal című sorozatának amerikai adaptációjának létrehozásáról ismert, amelyet az NBC csatornának készítettek. Ő készítette továbbá a Texas királyai, a Városfejlesztési osztály, a Feltöltés és az Űrhadosztály című sorozatokat. A Saturday Night Live, A Simpson család és a Seinfeld írásában is közreműködött.

## Filmográfia

### Forgatókönyvíróként

#### ASimpson családban
| Év   | Magyar cím                       | Eredeti cím                                       | Évad | Epizód | Rendező         |
| ---- | -------------------------------- | ------------------------------------------------- | ---- | ------ | --------------- |
| 1993 | Az ördög nem hord semmit         | Treehouse of Horror - The Devil and Homer Simpson | 5    | 5      | David Silverman |
| 1994 | Homer és Apu                     | Homer and Apu                                     | 5    | 13     | Mark Kirkland   |
| 1994 | A sikeres házasság titka         | Secret of a Successful Marriage                   | 5    | 22     | Carlos Baeza    |
| 1994 | A Simpson család 5. Halloween-je | Treehouse of Horror V - Time and Punishment       | 6    | 6      | Jim Reardon     |
| 1994 | Homer, a szörnyeteg              | Homer Badman                                      | 6    | 9      | Jeffrey Lynch   |
| 1995 | Lisa esküvője                    | Lisa's Wedding                                    | 6    | 19     | Jim Reardon     |
| 1995 | Bart eladja a lelkét             | Bart Sells His Soul                               | 7    | 4      | Wes Archer      |
| 1996 | 22 rövidfilm Springfieldről      | 22 Short Films About Springfield                  | 7    | 21     | Jim Reardon     |

#### Egyéb
- 1985-1987: Not Necessarily the News (8 epizód)
- 1987: The Wilton North Report
- 1987-1990: Saturday Night Live (53 epizód)
- 1992: Best of Saturday Night Live: Special Edition
- 1992: Seinfeld (1 epizód)
- 1996: The Dana Carvey Show (1 epizód)
- 1997-2010: Texas királyai
- 1998: Saturday Night Live: The Best of Phil Hartman
- 2000: Monsignor Martinez
- 2000: Life's Too Short
- 2005-2013: The Office (15 epizód)
- 2009-2013: Városfejlesztési osztály
- 2012: Friday Night Dinner
- 2020: Feltöltés
- 2020: Űrhadosztály

### Rendezőként
- 2005-2012: The Office (13 epizód)
- 2009: Városfejlesztési osztály (3 epizód)
- 2020: Feltöltés (2 epizód)

### Producerként
- 1993-1998: A Simpson család (82 epizód)
- 1997-2009: Texas királyai (218 epizód)
- 2000: Monsignor Martinez
- 2000: Life's Too Short
- 2005-2013: The Office (176 epizód)
- 2009-2015: Városfejlesztési Osztály (86 epizód)
- 2012: Friday Night Dinner
- 2020: Űrhadosztály

### Színészként
- 2005: Office: Michael szomszédja (1 epizód)

## Fordítás
- Ez a szócikk részben vagy egészben  a   Greg Daniels című francia Wikipédia-szócikk ezen változatának fordításán alapul.  Az eredeti cikk szerkesztőit annak laptörténete sorolja fel. Ez a jelzés csupán a megfogalmazás eredetét és a szerzői jogokat jelzi, nem szolgál a cikkben szereplő információk forrásmegjelöléseként.